# Chahe (sockenhuvudort i Kina, Jiangsu Sheng, lat 32,34, long 119,38)
Chahe (kinesiska: 汊河, 汊河街道) är en sockenhuvudort i Kina. Den ligger i provinsen Jiangsu, i den östra delen av landet, omkring 62 kilometer nordost om provinshuvudstaden Nanjing. Antalet invånare är 56 464. Befolkningen består av 28 396 kvinnor och 28 068 män. Barn under 15 år utgör 6,0 %, vuxna 15-64 år 88 %, och äldre över 65 år 4,0 %.
Runt Chahe är det mycket tätbefolkat, med 1 411 invånare per kvadratkilometer. Närmaste större samhälle är Yangzhou, 8,2 km nordost om Chahe. Trakten runt Chahe består till största delen av jordbruksmark.
Genomsnittlig årsnederbörd är 1 277 millimeter. Den regnigaste månaden är juli, med i genomsnitt 262 mm nederbörd, och den torraste är december, med 31 mm nederbörd.